# Patrimonio nacional (serie filatélica)
Patrimonio nacional es el nombre de una serie filatélica emitida por la Sociedad Estatal Correos y Telégrafos de España entre los años 2004 y 2014, dedicada a los principales exponentes del patrimonio histórico y cultural de España. En total fueron puestos en circulación 16 sellos en 9 fechas de emisión diferentes.

## Descripción
| Fecha de emisión | Nombre del sello (descripción) | Dimensiones (mm)                      | Valor facial (en €) |
| ---------------- | --- | ------------------------------------- | ------------------- |
| 31.03.2004       | 1) Reloj de sobremesa del siglo XIX del Palacio Real de la Almudaina (Palma de Mallorca) | 28,8 × 40,9 (105 × 150)               | 0,27                |
| 31.03.2004       | 2) Reloj de sobremesa del siglo XVIII del Palacio Real de la Granja de San Ildefonso (Segovia) | 28,8 × 40,9 (105 × 150)               | 0,52                |
| 31.03.2004       | 3) Reloj de sobremesa del siglo XIX del Palacio Real de la Granja de San Ildefonso | 28,8 × 40,9 (105 × 150)               | 0,77                |
| 31.03.2004       | 4) Reloj de sobremesa del siglo XVIII del Palacio Real de El Pardo (Madrid) | 28,8 × 40,9 (105 × 150)               | 1,90                |
| 09.05.2005       | 1) Un abanico plegable del siglo XIX, decorado con flores y guirnaldas, perteneciente al Palacio Real de Aranjuez                                                                                                   | 70,56 × 49,9 –triángulo– (163 × 91,3) | 0,28                |
| 09.05.2005       | 2) Un abanico plegable del siglo XVIII, que reproduce una estampa popular madrileña y pertenece a la colección del Palacio Real de Madrid                                                                           | 70,56 × 49,9 –triángulo– (163 × 91,3) | 0,53                |
| 09.05.2005       | 3) Un abanico plegable del siglo XVIII, decorado con escenas mitológicas de ninfas, amorcillos y faunos, perteneciente al Palacio Real de Aranjuez                                                                  | 70,56 × 49,9 –triángulo– (163 × 91,3) | 0,78                |
| 29.07.2008       | Dos tapices del siglo XVIII elaborados por la Real Fábrica de Tapices 1) El tapiz El columpio | 33,2 × 49,8 (105,6 × 79,2)            | 0,60                |
| 29.07.2008       | 2) El tapiz El ciego de la guitarra | 33,2 × 49,8 (105,6 × 79,2)            | 2,60                |
| 06.07.2009       | Dos tapices del siglo XVIII elaborados por la Real Fábrica de Tapices 1) El tapiz Juego de la pelota a pala | 49,8 × 33,2 (144 × 115)               | 0,78                |
| 06.07.2009       | 2) El tapiz Juego del bolo | 49,8 × 33,2 (144 × 115)               | 2,70                |
| 12.07.2010       | 1) El tapiz Zenobia y el emperador Aureliano del siglo XVII, conservado en el Palacio Real de Madrid | 57,6 × 40,9 (115 × 144)               | 0,78                |
| 16.05.2011       | 1) Fragmento del tapiz Dido despide a Eneas (hacia 1600), historia basada en la Eneida del poeta romano Virgilio, perteneciente a la colección del Palacio Real de Madrid. La hoja bloque muestra el tapiz completo | 57,6 × 40,9 (144 × 115)               | 2,84                |
| 08.03.2012       | 1) El tapiz Matrona y guerrero en una barca del maestro tapicero Gerardo Peemans (hacia 1660), perteneciente a la colección de Patrimonio Nacional del Palacio Real de Madrid                                       | 57,6 × 40,9 (115 × 144)               | 2,90                |
| 25.04.2013       | 1) El tapiz Boda de Zenobia y Odotano (Bruselas, hacia 1660) de la colección del Palacio Real de Madrid | 57,6 × 40,9 (144 × 115)               | 3,10                |
| 18.09.2014       | 1) Detalle del tapiz Muerte de Dido (Bruselas, hacia 1660), de la colección del Palacio Real de Madrid. La hoja bloque reproduce el tapiz completo                                                                  | 57,6 × 40,9 (144 × 115)               | 3,15                |